# Karl Packroß
Karl Packroß (* 17. Januar 1891 in Kiel; † 6. Januar 1949 in Preetz) war ein deutscher Marineingenieur und Vizeadmiral (Ing.) der Kriegsmarine.

## Leben
Karl Packroß trat im Oktober 1909 in die Kaiserliche Marine ein. Später war er bis Januar 1915 auf der Schlesien und kam dann bis März 1915 auf die Vulkan. Im März 1915 ging er als Leitender Ingenieur kurz auf UB 9, um bis August 1915 in gleicher Position auf UB 17 zu dienen. Anschließend kam er für drei Monate zur U-Flottille Flandern. Am 1. Oktober 1915 war er Marine-Ingenieuroberaspirant geworden. Im Dezember 1915 war er bei der U-Bootabteilung und erhielt bis Januar 1916 eine Kommandierung als Leitender Ingenieur auf UB 28. Von Januar 1916 bis April 1916 war er auf UB 26. Am 5. April 1916 wurde UB 26  im Hafen von Le Havre selbst versenkt, weil es durch eine U-Boot-Sperre des französischen Zerstörers Tombe festgesetzt war. Mit der Besatzung; alle überleben den Untergang; kam er bis Kriegsende in französische Kriegsgefangenschaft.
Nach dem Krieg wurde er in die Reichsmarine übernommen. Hier wurde er am 4. März 1920 erst zum Leutnant (Ing.) (mit Patent vom 13. Juli 1916) und direkt weiter zum Oberleutnant (Ing.) (mit Patent vom 28. April 1918) befördert. Am 1. April 1922 wurde er Kapitänleutnant (Ing.) und erhielt im Mai 1922 das Reifezeugnis zuerkannt, um ein Ingenieurstudium beginnen zu können. Als Korvettenkapitän (Ing.) (Beförderung am 1. Dezember 1928) war er 1932/33 als Ingenieuroffizier im Stab der Marinestation der Nordsee. Anschließend war er für zwei Jahre Mitglied des Erprobungsausschusses für Schiffe in Wilhelmshaven. In dieser Position wurde er im März 1933 Fregattenkapitän und im Oktober 1934 Kapitän zur See.
Von Oktober 1937 bis Juni 1940 war er Kommandant der Wehrwirtschaftsstelle Berlin III. Anschließend war er bis Juni 1941 Inspekteur der Rüstungsinspektion II in Stettin und wurde ab Juni 1941 Inspekteur der Rüstungsinspektion III in Berlin. Anschließend war er von Anfang 1942 bis Kriegsende wieder Kommandeur der Rüstungsinspektion II in Stettin. Am 1. Juni 1944 wurde er Vizeadmiral.
Er kam nach Kriegsende in Kriegsgefangenschaft und starb in dieser.